# シャルレ
株式会社シャルレ（CHARLE CO.,LTD.）は、女性用下着を中心とした衣料商社。連鎖販売取引や代理店・特約店による訪問販売形式で商品を提供している。近年は訪問販売以外にも力を入れており、インターネットやカタログによる通信販売もある。2014年9月には同社初の店舗である「CHARLE the STORE - ウェイバックマシン（2014年8月11日アーカイブ分）」を大阪市中央区西心斎橋に出店した。
本社は兵庫県神戸市須磨区弥栄台3丁目1番2号。『私たちの誓い』と称し『女性を元気にする日本一のグループへ』を方針として運営。
社名は、創業者の林雅晴が好きだったフランスの俳優シャルル・ボワイエに由来し、「シャルル」から字画を考慮して1画減らし「シャルレ」となった。

## 事業
- 女性用下着、紳士や子供用の下着やソックス、タオル、化粧品などの販売。
- ウエルネスをサポートする健康系商材。
- 女性の健康サポートをコンセプトとした健康食品。

### 代理店・特約店制度
シャルレのビジネスモデルは、代理店や特約店と呼ばれるビジネスメンバーを通じて販売している。代理店や特約店は、試着会と呼ばれるホームパーティ形式で商品紹介をする仕組みで、顧客は試着をした商品の中から気に入ったものがあった場合のみ、予約できる。予約した商品は後日納品され、その際にも着用・使用方法や商品のケア方法等のアドバイスを受けられる。
百貨店・小売店ルートでの販売は実施されておらず、通信販売「シャルレウェブストア」にて購入可能。
代理店や特約店と呼ばれる人達は、元は一般消費者で、シャルレ商品を気に入った人が販売するネットワークに加わる。シャルレから5割あるいは6割で製品を仕入れ、友達や知り合いにホームパーティ等で商品特性を説明・試着・フィッティングアドバイス等をしながら、販売実績に応じて代理店や特約店になり、代理店の一部は法人化・会社設立を行い経営者として取引を行っている。

## 沿革
- 1975年11月 - 創業者である林雅晴・宏子夫妻が、神戸市生田区（現・中央区）にて「株式会社関西ゴールデンユニバーサル」を設立し、婦人下着の販売を開始。
- 1977年
  - 9月 - 神戸市葺合区（現・中央区）に本店移転。
  - 11月 - 「株式会社シャルレ」（初代）に商号（社名）変更。
- 1983年9月 - 神戸市中央区（現在地）に本店移転。
- 1990年
  - 3月 - 神戸市須磨区（現在地）に本社移転（本店は中央区のまま）。
  - 10月 - 株式を社団法人日本証券業協会に店頭公開（現在のジャスダック証券取引所）。
- 1995年6月 - 林宏子副社長が、代表取締役社長に就任。
- 1998年11月 - 大阪証券取引所2部に上場。
- 2003年1月 - 株式会社シンワを子会社化、ギフト事業に進出。
- 2004年
  - 4月 - 三屋裕子が顧問として入社。
  - 6月29日 - 三屋裕子が代表取締役社長に就任。林宏子は代表取締役会長に就任。林雅晴が取締役会長を退任し、名誉会長に。
- 2005年3月 - 子会社の株式会社シンワを「株式会社エニシル」に商号変更。
- 2006年
  - 4月 - IT機器開発事業を行う子会社・株式会社エヌ・エル・シー コーポレーションを設立。
  - 6月1日 - 会社分割によって株式会社シャルレ（2代目）を新設、シャルレ事業を承継させる。分割後の初代シャルレは「株式会社テン・アローズ」に商号変更、純粋持株会社に移行した。林宏子が代表取締役会長を退任し、取締役になる。
- 2007年
  - 6月27日 - 親会社である株式会社テン・アローズ（初代シャルレ）の株主総会にて、過半数の議決権を持つ創業家出身で元副社長の林勝哉が、三屋裕子取締役兼代表執行役社長ら取締役7人の再任に反対し、勝哉を含む別の5人の取締役選任を求める修正動議を提出。修正動議は圧倒的多数で可決され、三屋ら取締役7人は全員解任された。代わって、林勝哉が取締役兼代表執行役社長に就任。また、同日の株式会社シャルレの株主総会においても、三屋社長の解任が可決された。（詳しくは後述）
  - 11月30日 - 株式会社エニシルを会社分割し、分割後の株式会社エニシル（新）をUCC上島珈琲グループでギフト業界最大手のシャディ株式会社に譲渡した。なお分割後の旧エニシルは「株式会社BE」に商号変更、清算処理を進め2008年4月30日付で解散。
- 2008年
  - 9月19日 - マネジメント・バイアウト（MBO）実施を発表。
  - 10月1日 - 会社分割（吸収分割方式）により株式会社シャルレ（2代目）のシャルレ事業を株式会社テン・アローズが承継。株式会社テン・アローズは商号を以前と同じ「株式会社シャルレ」（3代目）に変更して事業持株会社に移行。分割後の2代目・シャルレは「株式会社BC」に商号変更後、解散（2010年9月に清算結了）。
  - 12月2日 - 林勝哉代表執行役社長を解任。（詳しくは後述）
  - 12月17日 - 買付予定数に達せず、TOB不成立となり、MBOは失敗に終わる。
  - 12月31日 - 創業家の林宏子（元社長）と林勝哉（前社長）が取締役を辞任。
- 2009年6月24日 - 株主総会で定款を変更し、委員会設置会社から監査役会設置会社に移行。
- 2010年5月 - 子会社・株式会社がいSを、KFE JAPAN株式会社からLED照明事業の事業譲受をしたうえで、第三者割当増資により同社との合弁会社とし、株式会社シャルレライテックに商号変更して、LED照明の販売・レンタル事業を開始。
- 2012年
  - 3月30日 - KFE JAPAN株式会社との合弁契約を解消し、KFE保有の株式会社シャルレライテックの株式49.87%を3980円で取得し、完全子会社化[4]
  - 4月12日 - 岡本雅文代表取締役社長の辞任が発表され、橋本常務取締役が新代表取締役社長に就任。[5]
  - ４月20日 - 6月に橋本欣也代表取締役社長が退任し、奥平和良執行役員が新代表取締役社長に就任することを発表[6]
  - 12月- 株式会社シャルレライテックの全株式を株式会社サンコーテレコムに譲渡
- 2013年7月16日 - 大阪証券取引所と東京証券取引所の現物株市場統合に伴い、東京証券取引所2部に上場。
- 2014年9月6日 - 大阪市中央区西心斎橋1丁目10番9号に「CHARLE the STORE - ウェイバックマシン（2014年8月11日アーカイブ分）」を出店。
- 2016年6月1日 - 東京都港区 赤坂見附にてエステ×フィットネスの新タイプ女性専用サロン「モアレジーム - ウェイバックマシン（2016年8月7日アーカイブ分）」を出店。

## 社会貢献
シャルレフェローシップ
様々な分野で人、地域、社会に貢献している女性、もしくは女性を中心としたグループを対象に「シャルレフェローシップ」を実施し、応援金（総額上限300万円）によって支援している。
ピンクリボン運動
2004年より、乳がんの早期発見・早期診断・早期治療の大切さを伝えるピンクリボン運動をスタート。2005年からは「ピンクリボンスマイルウオーク」に参加。また、ピンクリボン対象商品として「5daysショーツ」の売上の一部を活動に充てている。
企業のふるさと支援活動推進事業
兵庫県は農山村の活性化をめざし、過疎・高齢化に悩む地域と、企業による社会貢献を結びつける「企業のふるさと支援活動推進事業」を推進。シャルレはその第1号として、篠山市辻集落の辻営農生産組合、篠山市、兵庫県と4者で協定を締結。シャルレの社員及びその家族が、辻集落の特産品である黒大豆の定植、草引き、収穫や地域のイベント等に参加。「農・地域」への理解を深めながら、「美と健康」づくりの実践・発信。
屋上や壁面を緑化「ポートアイランドビル」
省エネルギーやヒートアイランドの緩和を目指し、シャルレのポートアイランドビルでは屋上や壁面など敷地面積の50%を緑化。また、クールビズ・ウォームビズに貢献する商品の開発・提供や、地球温暖化防止に取り組む「チャレンジ25」への参加など、積極的に地球温暖化防止に取り組んでいる。
東日本大震災支援
売上の一部（4,628万6,625円）、また、全国のビジネスメンバーから義援金を集め、支援。自社商品の寄付や子会社・株式会社シャルレライテックのLED蛍光灯寄付、2011年秋発売商品の一部を東北レインボーハウス（仮称）建設のための寄付等に寄る支援などを実施。
「綾戸智恵 "PRAYER" Live ＆ Talk」を特別協賛。

## 提供番組（すべて過去）
- 新婚さんいらっしゃい!（朝日放送）（1998年4月〜9月、1998年10月〜1999年3月はヒッチハイク）
- パネルクイズ アタック25（朝日放送）（1998年10月〜1999年3月、2001年4月〜2002年3月）
- 木曜ゴールデンドラマ（読売テレビ）
- 火曜サスペンス劇場（日本テレビ）
- 月曜10時のドラマ（関西テレビ）
- ドラマ23（TBS）
- 水曜ロードショー（TBS）
- ドラマシティ（読売テレビ）
- ムーブ → ザッツ! → ウェディングベル（TBS）（1993年10月〜1996年3月）
- 朝だ!生です旅サラダ（朝日放送）
- ザ・ワイド（日本テレビ・読売テレビ）
- 世界とんでも!?ヒストリー（テレビ朝日）
- おしなってる!?（さくらFM）